# Josep Maria Trias de Bes i Giró
Josep Maria Trias de Bes i Giró (Barcelone, 1890 - Barcelone, 1965) est un juriste et homme politique espagnol.

## Biographie
Il est le fils de Juan de Dios Trias de Bes y Giró. Il obtient une licence en Droit à l'Université de Barcelone, et un doctorat à l'Université de Madrid. Il exerce en tant qu'avocat pour le prestigieux cabinet de son père. En 1914, il est nommé professeur auxiliaire de Droit International et Commercial à l'Université de Salamanque. Il est titulaire de la chaire de droit international de l'Université de Salamanque, de 1916 à 1919, puis, de 1919 à 1960, à Barcelone, vacante à la mort de son père. 
Il est d'orientation politique conservatrice et nationaliste et milite pour la Lliga Regionalista. Il est député des circonscriptions d'Urgell et de Granollers. À la fin des années 1920, il est membre de diverses sociétés européennes de Droit International. De plus, il est élu député au Parlement de la Catalogne lors des élections de 1932. Trias de Bes est le conseiller et l'exécuteur testamentaire de Francesc Cambó. 
Durant la Guerre Civile, il se propose auprès de la direction du parti national dirigé par Francisco Franco en tant qu'expert en Relations Internationales. Par ailleurs, il est membre du conseil privé du comte de Barcelone. 
Son nom apparaît dans la liste des vingt-deux juristes qui, désignés par le ministère de l'Intérieur franquiste, émettent un avis sur l'illégitimité des pouvoirs exécutifs le 18 juillet 1936, document publié le 21 décembre 1938, qui prétend justifier la révolte militaire qui provoque la guerre civile espagnole,.
Il est chef du cabinet conseil du ministère des Affaires étrangères et membre de la Commission de Codification du ministère de la Justice, et représente l'Espagne au Tribunal International de Justice. En tant que juriste, il préside la Real Academia de Jurisprudence et de Législation de Catalogne. Il est mort à Barcelone en 1965.

## Principales publications
- Nouvelles orientations sur la nationalité et l'admission d'étrangers (1913)
- Droit international public et privé (1926)
- Droit international privé (1932)